# Friese Front
Friese Front este o arie protejată (arie de protecție specială avifaunistică — SPA) din Țările de Jos întinsă pe o suprafață de 288.200 ha, integral marine.

## Localizare
Centrul sitului Friese Front este situat la coordonatele 53°48′43″N 4°43′55″E / 53.812°N 4.732°E.

## Înființare
Situl Friese Front a fost declarat arie de protecție specială avifaunistică în iunie 2016 pentru a proteja 1 specie de animale.

## Biodiversitate
Situată în ecoregiunea marină Atlantică, aria protejată nu include niciun habitat protejat.
La baza desemnării sitului se află o specie protejată de  păsări: Uria aalge.